# Engelbert Humperdinck
« Humperdinck » redirige ici.  Pour le chanteur, voir Engelbert Humperdinck (chanteur).
Engelbert Humperdinck (/ˈɛŋ.əl.bɛʁt ˈhʊm.pɐ.dɪŋk/), né le 1er septembre 1854 à Siegburg (province de Rhénanie) et mort le 27 septembre 1921 à Neustrelitz (Mecklembourg-Poméranie-Occidentale), est un compositeur allemand, connu surtout pour son opéra Hänsel und Gretel (1893).

## Biographie
En 1872, Humperdinck entre au conservatoire de Cologne où il a pour professeur Ferdinand Hiller. En 1876, il obtient une bourse qui lui permet de s’établir à Munich, où il étudie avec Franz Lachner et plus tard avec Josef Rheinberger. Il remporte le prix de la fondation Mendelssohn (Mendelssohn Stiftung) de Berlin en 1879, puis il part pour Naples où il fait la connaissance de Richard Wagner, qui l’invite à se rendre à Bayreuth.
Il passe deux ans en tant que professeur à Barcelone (entre 1875 et 1877) au Conservatori superior de música del Liceu. Pendant les années 1880-1881, Humperdinck participe à la production de Parsifal. Il retourne à Cologne en 1887. Il devient alors professeur au Conservatoire Hoch à Francfort en 1890 et professeur d’harmonie à l'école de chant de Stockhausen.
Des sept opéras composés par Humperdinck, seul Hänsel und Gretel, produit à Weimar en 1893, a connu une certaine audience. Il est régulièrement joué en Allemagne au moment des fêtes de Noël et dans la plupart des autres scènes lyriques du monde entier.

### Prise de position politique
En 1914, Humperdinck fut un des signataires du Manifeste des 93.

## Origines de l'œuvre

### Humperdinck et Wagner
Humperdinck est très influencé par Richard Wagner avec qui il collabore en tant qu’assistant, et notamment pour l'opéra Parsifal.
Ainsi, Wagner  lui proposa de venir à Bayreuth comme assistant. Humperdinck y travailla pendant un an et demi (janvier 1881 à juillet 1882) aux travaux préparatoires de la création de  Parsifal.
Hänsel und Gretel mêle brillamment des chants traditionnels avec une orchestration qui évoque Parsifal ou Le Crépuscule des dieux et un sens aigu des leitmotiv. Piotr Kaminski, dans Mille et un opéras, souligne avec ironie que les cris de la sorcière évoquant une grotesque chevauchée des Walkyries pourrait bien être un « meurtre du père ». Humperdinck est aussi le premier compositeur à utiliser une technique vocale à mi-chemin entre le chant et le parlé - technique exploitée plus tard par Arnold Schoenberg - pour la première version de Königskinder, œuvre qui connaîtra cependant un échec et sera rapidement retirée de l'affiche.

## Œuvre
Engelbert Humperdinck laisse environ 230 œuvres musicales, dont :
- Hänsel und Gretel, conte théâtral (Märchenspiel), en 3 actes, créé à Weimar le 23 décembre 1893
- Les Sept Petits Biquets (Die sieben Geißlen), 1895
- La Belle au bois dormant (Die Dornröschen), Francfort, 1902
- Le Mariage forcé (Die Heirat wider Willen), d'après Alexandre Dumas, livret de sa femme, Berlin, 1905
- Königskinder, opéra-conte de fées (Märchenoper), en 3 actes, créé à Munich, le 23 janvier 1897, puis à New York dans sa version définitive, le 28 décembre 1910
- Les Vivandières (Die Marketenderin), 1914
- Gaudeamus, 1919

## Élèves

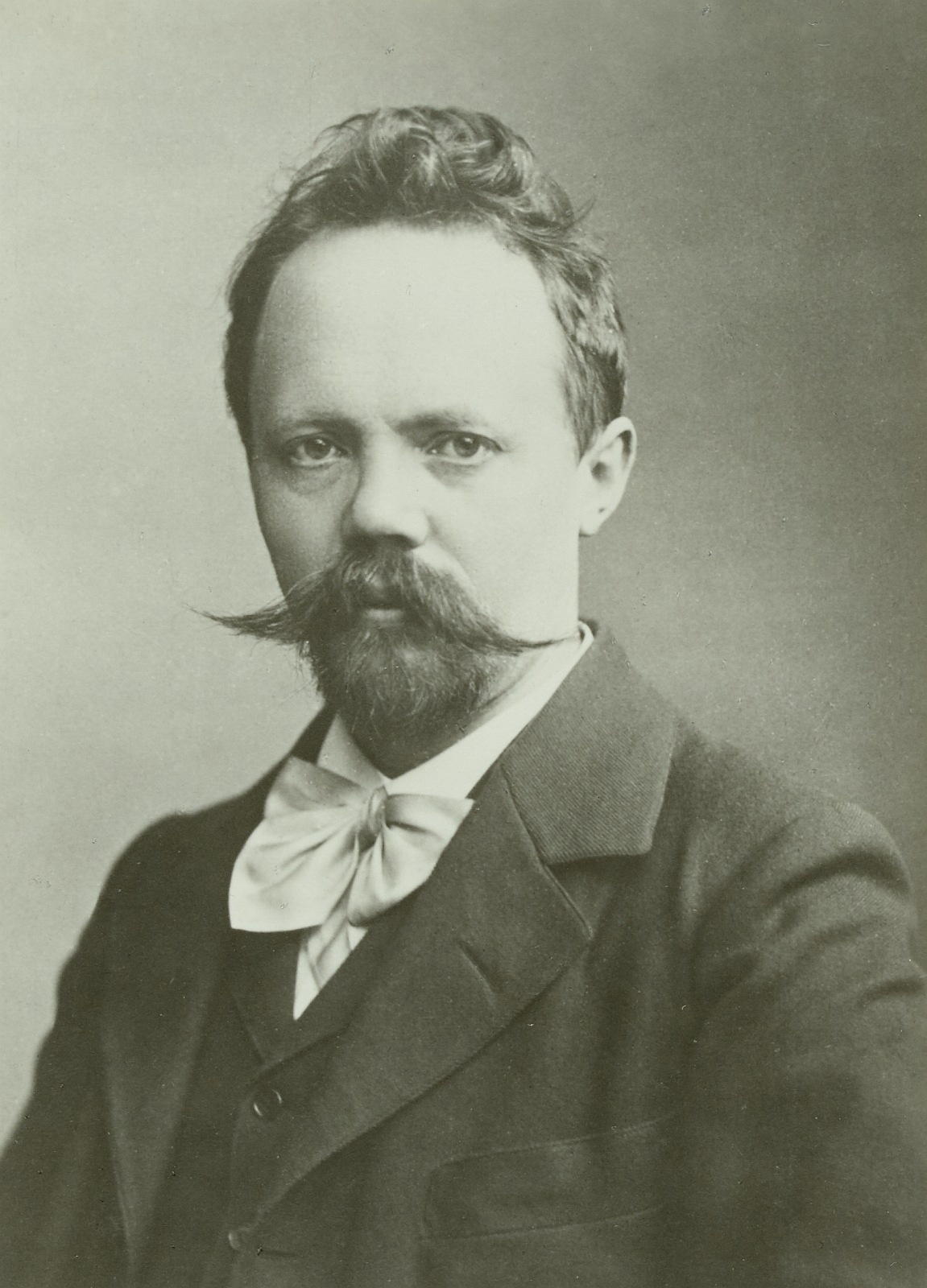
Engelbert Humperdinck.

- Wilhelm Aletter (de) (1867–1934), compositeur
- Siegfried Wagner (1869–1930), compositeur, chef d'orchestre
- Rainer Simons (de) (1869–1934), chanteur
- Leo Blech (de) (1871–1958), compositeur, chef d'orchestre
- Oskar Fried (1871–1941), compositeur, chef d'orchestre
- Walter Niemann (1876–1953), compositeur, musicologue
- Hans Jelmoli (de) (1877–1936), compositeur, pianiste
- Cyril Scott (1879–1970), compositeur, pianiste
- Carl Schuricht (1880–1967), compositeur, chef d'orchestre; (1901–1903?)
- Robert Stolz (1880–1975), compositeur, chef d'orchestre
- Clemens Schmalstich (de) (1880–1960), compositeur, chef d'orchestre
- Jan van Gilse (1881–1944), compositeur, chef d'orchestre
- Charles Tomlinson Griffes (1884–1920), compositeur (19??–1907)
- Oskar Hagen (de) (1888–1957), historien
- Andrés Isasi (1890–1940), compositeur
- Manfred Gurlitt (1890–1972), compositeur, chef d'orchestre
- Karl Alwin (de) (1891–1945), chef d'orchestre
- Friedrich Hollaender (1896–1976), compositeur, pianiste
- Leo Spies (de) (1899–1965), compositeur, chef d'orchestre
- Kurt Weill (1900–1950), compositeur
- Gustav Bumcke (de) (1876–1963), compositeur
- Siegfried Kuhn (de) (1893–1915), compositeur

## Discographie
- Hänsel und Gretel, Elisabeth Schwarzkopf, Elisabeth Grümmer, Philharmonia Orchestra, dir. : Herbert von Karajan, 1953
- Hänsel und Gretel, Lucia Popp, Brigitte Fassbaender, Orchestre philharmonique de Vienne, dir. : Sir Georg Solti, 1978
- Hänsel und Gretel, Frederica von Stade, Ileana Cotrubas, Gürzenich Orchestra, dir. : John Pritchard, 1978
- Hänsel et Gretel (DVD), Brigitte Fassbaender , Edita Gruberova , Wiener Sängerknaben - Wiener Philharmoniker, dir. :Sir Georg Solti , CD VIDEO ADD UNITEL 1981
- Hänsel und Gretel, Barbara Bonney, Anne-Sofie von Otter, Symphonie-Orchester des Bayerischen Rundfunks, 1990
- Hänsel und Gretel (DVD), Malin Hartelius, Liliana Nikiteanu (de), Chœurs et orchestre de l'Opéra de Zurich, dir. : Franz Welser-Möst, 1999. Belle prestation de Volker Vogel dans le rôle de la Sorcière
- Königskinder, Jonas Kaufmann, Ofelia Sala, Detler Roth, Nora Gubisch, Orchestre national de Montpellier, dir. : Armin Jordan, 2005[3]
- Hansel and Gretel (DVD), Angelika Kirchschlager, Diana Damrau, The Orchestra of the Royal Opera House, dir. Colin Davis, 2008
- Hansel and Gretel - suite symphonique, Royal Philharmonic Orchestra , dir. Rudolf Kempe, 1962 CD TESTAMENT 2002
- Königskinder, DVD, Opéra de Zurich, 2012, Decca, direction musicale : Hugo Metzmacher, avec Jonas Kaufmann, Isabelle Rey [4]
- Erinnerung - Hommage to Humperdinck - DG 2021- œuvres diverses du compositeur pour le centième anniversaire de sa mort[5]

## Hommages
L'astéroïde (9913) Humperdinck, découvert en 1977, est nommé en son honneur.